# Iglesia del Sagrario (Lima)
La Iglesia Parroquial del Sagrario se encuentra ubicada en la cuadra 2 del jirón Carabaya, entre el palacio Arzobispal y la catedral de Lima, en el distrito de Lima, en la ciudad homónima, capital del Perú. En este edificio se guardan las partidas de bautizo, de matrimonio y de defunción de la mayor parte de los prohombres limeños del pasado, como el pintor mulato José Gil de Castro.

## Descripción
Fue fundada en 1665. Antiguamente este espacio era una Sala Capitular, donde tuvieron lugar los célebres Concilios Limenses. El trazado del templo es atribuido al arquitecto dominico Diego Maroto. El templo está constituido por una sola nave cubierta por una bóveda de cañón corrido que termina en una pequeña cúpula, apoyada sobre pechinas, como centro de un crucero de brazos muy cortos. Luego del terremoto de 1940, el arquitecto Emilio Harth-Terré reconstruyó su fachada dándole un aspecto aproximado al que había tenido antes de la remodelación a finales del siglo XIX, en que fue re-edificada como una copia de las portadas de la Epístola y Evangelio de la Catedral.
Tiene como uno de sus elementos más valiosos el retablo mayor, del siglo XVIII. Cuenta a los lados con imágenes alusivas a la Eucaristía. En su centro hay un tabernáculo aperturable, recientemente restaurado, para exponer al Santísimo Sacramento. Está rematado con un grupo de esculturas que representan la coronación de la Virgen María, y más arriba los cuatro Evangelistas en la gloria.
Además de su Altar Mayor, cuenta con cuatro retablos: desde la entrada, el primero de la izquierda está dedicado al Sagrado Corazón, y el siguiente está presidido por la crucifixión. Del lado derecho, el primero está dedicado a San José, y el siguiente está presidido por la Virgen Dolorosa. Además, comparte con la Catedral el baptisterio.